# Кулігашур-1
Кулігашу́р-1 (рос. Кулигашур-1) — присілок у складі Афанасьєвського району Кіровської області, Росія. Входить до складу Пашинського сільського поселення.
Населення становить 1 особа (2010, 7 у 2002).
Національний склад станом на 2002 рік — росіяни 86 %.